# Pidhirja (hromada Pomorzany)
Pidhirja (ukr. Підгір'я) – wieś na Ukrainie, w obwodzie lwowskim, w rejonie złoczowskim, w hromadzie Pomorzany. W 2021 liczyła 129 mieszkańców.
Do 1946 roku miejscowość nosiła nazwę Uhorce (ukr. Угорці, Uhorci).